# Defter
Defter (osmanisch-türkisch, aus dem persischen دفتر daftar, pl. دفاتر dafātir) ist ein Begriff aus der osmanischen Verwaltungssprache und bedeutet Buch, Aktenband oder Register. Auch in der modernen türkischen Sprache wird das Wort verwendet und heißt so viel wie Heft oder Notizbuch.
Von Defter abgeleitet sind Defterdar, Titel der höchsten Finanzbeamten des Osmanischen Reiches, und Defterhane, Bezeichnung des Büros der Finanzverwaltung im Sultanspalast.

## Defter als historische Quellen
Die osmanische Verwaltungspraxis hatte schon im 15. Jahrhundert einen hohen Grad der Schriftlichkeit erreicht. Dabei orientierten sich die Türken an Vorbildern aus Persien und dem Byzantinischen Reich. Sowohl die zentralen Institutionen am Hof des Sultans wie auch die Amtsträger in den einzelnen Provinzen führten eine Fülle von Amtsbüchern und Akten, in denen unterschiedlichste für die Staatsverwaltung bedeutsame Dinge erfasst waren. In den Dafātir waren z. B. die Militärangehörigen erfasst, es wurden der Ressourcenverbrauch des Hofes und des Heeres registriert in Masraf Defterleri, die amtierenden Richter eines Sandschaks aufgelistet oder untergeordnete Beamte sammelten darin die Anweisungen ihrer Vorgesetzten.
Die bei weitem zahlreichste Form von Dafātir waren ausführliche Steuerregister (tahir defterleri). In ihnen wurden sämtliche Haushalte einer Provinz mit ihren mobilen und immobilen Besitztümern erfasst. Sie geben nicht selten fast lückenlos Auskunft über die Verteilung des Grundbesitzes, den Ertragswert des Bodens und die zu erwartenden Einkünfte. Darüber hinaus enthalten sie Informationen über Religion (u. a. wegen der Kopfsteuer) und Rechtsstatus der einzelnen Haushalte. So wurden etwa die Inhaber von Militärlehen (Tımar) gesondert ausgewiesen. Darüber hinaus wurden in solchen Dafātir weitere fiskalisch relevante Informationen gegliedert nach Nahiye und Ortschaft niedergelegt und manchmal auch besondere Vermögensformen, wie islamische Stiftungen oder Stiftungen christlicher Klöster berücksichtigt. Diese Art von Defter waren also Zensus und Kataster in einem. Für die historische Forschung sind sie deshalb wichtige Quellen zur Demographie, Wirtschafts- und Sozialgeschichte der osmanisch beherrschten Länder. Ihre Edition und Auswertung ist eine der bedeutenden Aufgaben der Osmanistik. Die Register dokumentieren weder die nicht steuerpflichtigen Askerî, noch, oder nur indirekt, Wanderungsbewegungen zwischen einzelnen Reichsgebieten.

### Editionen
Es wurde eine repräsentative Auswahl aus verschiedenen Epochen und Teilen des Osmanischen Reiches getroffen.
- Halil İnalcık: Hicrî 835 tarihli Sûret-i defter-i sancak-i Arvanid. (= Türk Tarih Kurumu yayınlarından. 14,1a). Ankara 1987 (Albanien, Sandschak Vlora)
- Selami Pulaha (Hrsg.): Defteri i regjistrimit te sanxhakut te Shkodres i vitit 1485. Tirana 1974 (Albanien, Sandschak Shkodra)
- Aleksandar Stojanovski (Hrsg.): Opširen popisen defter za paša Sancakot (Kazite Demir Chisar, Jenice Karasu, Gumulcina i Zichna) od 1569/70 godina. (= Turski dokumenti za istorijata na makedonskiot narod. 10,1). Skopje 2004, ISBN 9989-622-51-5 (Makedonien, Sandschak Thessaloniki)
- Dariusz Kolodziejczyk (Hrsg.): The Ottoman survey register of Podolia (ca. 1681). (= Studies in Ottoman documents pertaining to Ukraine and the Black Sea countries. 3). Cambridge MA 2004. ISBN 0-916458-78-4 (Ukraine, Podolien)
- Fehim Nametak (Hrsg.): Opširni popis Bosanskog sandžaka iz 1604. godine. (= Monumenta turcica historiam slavorum meridionalium illustrantia. Serija 2, Defteri 4). Sarajevo 2000. ISBN 9958-743-01-9 (Bosnien)
- M. Mehdi İlhan (Hrsg.): Amid (Diyarbakır). 1518 detailed register. (= Publications of Turkish Historical Society. Serial 14, Bd. 10). Ankara 2000. ISBN 975-16-0889-9 (Anatolien, Sandschak Diyarbakır)
- Anton Velics de Laszlofalva (Hrsg.): Magyarorszagi török kincstari defterek. Budapest 1886 ff. (Ungarn)